# Nanako Matsushima

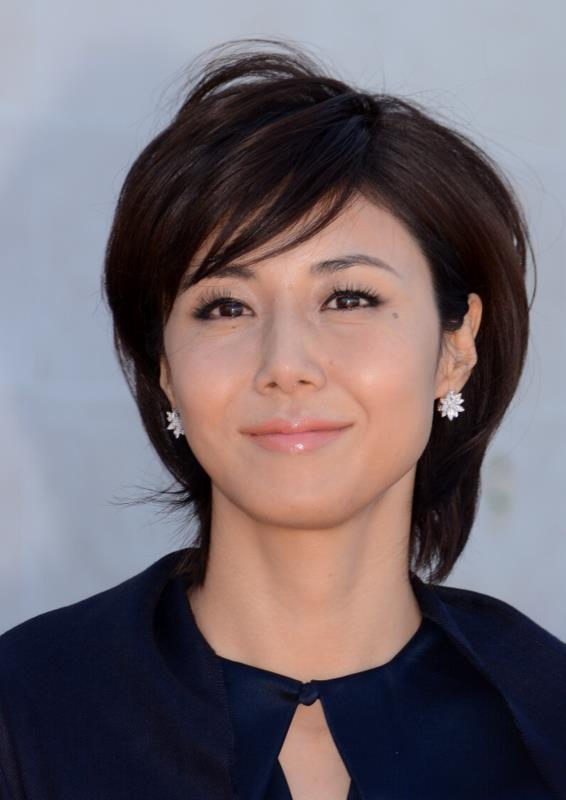
Nanako Matsushima (2013)

Nanako Matsushima (jap. 松嶋 菜々子, Matsushima Nanako; * 13. Oktober 1973 in Zama, Präfektur Kanagawa) ist eine japanische Schauspielerin und Model. International bekannt wurde sie durch ihre Rolle im Horrorfilm Ringu sowie der Manga-Verfilmung GTO (Great Teacher Onizuka). Im Februar 2001 heiratete sie ihren Schauspielpartner Takashi Sorimachi aus der Fernsehserie Great Teacher Onizuka. Ihre beiden gemeinsamen Töchter wurden in den Jahren 2004 und 2007 geboren.

## Filmografie (Auswahl)
- 1992: Shacho ni natta Wakadaisho
- 1993: Onegai Darin (Please Darling!)
- 1995: Heart ni S
- 1996: Himawari (Sunflower)
- 1997: Shinryounaikai Ryouko (The Doctor Is In)
- 1997: Konna Koi no Hanashi (A Story Of Love)
- 1997: Yonimo Kimyona Monogatari Kanrinin
- 1997: Kimi ga Jinsei no Toki (The Time of Your Life)
- 1998: Great Teacher Onizuka
- 1998: Ring – Das Original (Ringu)
- 1998: Sweet Season
- 1998: Midnight Express
- 1999: Koori no sekai (Ice World)
- 1999: Majo no Jouken (Forbidden Love)
- 1999: Kyumei Byoto 24 Ji (24 Hour Emergency Ward)
- 2000: Yamato nadeshiko (Perfect Woman)
- 2000: Hyakunen no Monogatari (The Story of One Century)
- 2002: Toshiie to Matsu (Toshiie and Matsu)
- 2003: Bijo ka Yajuu (The Beauty or the Beast)
- 2005: Hana Yori Dango (Boys Over Flowers)
- 2005: Hotaru no Haka (Grave of the Fireflies)
- 2005: Kyumei Byoto 24 Ji 3 (24 Hour Emergency Ward 3)
- 2006: Furuhata Ninzaburo Final
- 2007: Hana Yori Dango 2 (Boys Over Flowers 2)
- 2011: Kaseifu no Mita (Mita the Housekeeper)
- 2012: Lucky Seven